# Balanophyllia thalassae
Balanophyllia thalassae är en korallart som beskrevs av Zibrowius 1980. Balanophyllia thalassae ingår i släktet Balanophyllia och familjen Dendrophylliidae. Inga underarter finns listade i Catalogue of Life.